# Noah Yannik Berge
Noah Yannik Berge (* 20. April 1998 in Leipzig; † 5. Februar 2022) war ein deutscher Basketballspieler der 2. Basketball-Bundesliga. Nach einem schweren Unfall, den er im Alter von 20 Jahren erlitt, war er vom Hals abwärts gelähmt. 

## Leben

### Vor dem Unfall
Noah Berge wuchs in Zwenkau bei Leipzig bei seiner alleinerziehenden Mutter Claudia auf. Zu seinem Vater, Khamis Said, der längere Zeit in Leipzig gelebt hatte, bevor er in seine Heimat Sansibar (Tansania) zurückkehrte, bestand weiterhin Kontakt. Außerdem hatte Berge einen deutlich jüngeren Bruder, Janne, den seine Mutter ebenfalls allein aufzieht.
Schon früh zeigte sich Berges sportliches Talent und bereits im Alter von sechs Jahren begann er für die Uni-Riesen Leipzig Basketball zu spielen.
Im Sommer 2013 wurde Berge in Chemnitz in das Nachwuchsleistungssportprogramm der Niners aufgenommen. Er zog nach Chemnitz, wo er das Sportgymnasium besuchte und bei den Niners Jonas Richter kennenlernte, mit dem er sich auch privat anfreundete. Nach seinem 18. Geburtstag wurde er Teil der regulären Niners-Mannschaft. Mit seiner lebensfrohen Art hatte er schnell viele Freunde gefunden und war durch sein Talent und seinen Einsatzwillen eine der tragenden Säule in den Chemnitzer Juniorenmannschaften gewesen, so der ehemalige Verein in seinem Nachruf. Ab August 2017 wurde er von den Dresden Titans als ProB-Spieler unter Vertrag genommen. Auch in Dresden fiel es ihm mit seiner Art und Mentalität leicht Anschluss zu finden. Laut Geschäftsführer, Rico Gottwald, war er schnell fester Bestandteil der Bundesliga- und Regionalligamannschaft und eine Bereicherung für seine Mannschaft.

### Nach dem Unfall
Mit dem Ziel Sportlehrer zu werden begann er ein Studium in Jena, als er im Alter von 20 Jahren einen schweren Unfall erlitt, der ihn bis an sein Lebensende zum Pflegefall machte.
Als Berge sich alkoholisiert auf den Rückweg von einer Studentenparty machte, wurde er am 4. Oktober 2018, um 21.56 Uhr, in der Nähe des Ernst-Abbe-Sportfeldes in Jena, von einer Straßenbahn der Linie 1 erfasst und dabei lebensgefährlich verletzt.
Durch eine Notoperation überlebte er mit einem schweren Wirbelsäulentrauma, war jedoch von diesem Zeitpunkt an vom Hals abwärts gelähmt. Vier Tage lag er im Koma, anschließend musste er nach vier Wochen künstlicher Beatmung lernen, wieder selbstständig zu atmen. Nach diversen operativen Eingriffen konnte er erst im September 2020 nach Hause entlassen werden.
Ein von einer Freundin initiierter Spendenaufruf über GoFundMe brachte insgesamt fast 114.000 €, die für den behindertengerechten Umbau von Berges Wohnumfeld und die Zuzahlungen für Therapien und Medikamente genutzt wurden. Sowohl sein ehemaliger Verein aus Chemnitz als auch die Titans unterstützten den Spendenaufruf. Insgesamt folgten rund 1.900 Menschen dem Spendenaufruf, darunter auch Prominente wie der Schauspieler Elyas M’Barek, die Rapper Samy Deluxe und Trettmann, sowie die Basketball-Nationalspieler Tibor Pleiß und Marko Pešić als auch Bundestrainer Henrik Rödl.
In einem Interview, sprach der ehemalige Profisportler 2020 über sein Leben nach dem Unfall. Er war durch einen Elektrorollstuhl, den er mit dem Kinn bedienen konnte mobil und erhielt mehrmals wöchentlich Physio- und Ergotherapie. Obwohl Berge mit seiner Partnerin zusammenwohnte, war zusätzlich eine 24-Stunden-Betreuung durch Pflegekräfte notwendig. Damals hatte Berge die Hoffnung noch nicht aufgegeben, eine Besserung seines körperlichen Zustandes sei durch medizinischen Fortschritt möglich.
Aufgrund seiner Querschnittlähmung und der Tatsache, dass er dauerhaft rund um die Uhr auf Hilfe angewiesen war, empfand der ehemalige Sportler das Leben, nach eigener Aussage, nicht mehr als lebenswert. Seiner Mutter hatte er schon bald nach dem Unfall erzählt, dass er diesen lieber nicht überlebt hätte. Dennoch bemühte er sich mehrere Jahre aktiv darum sich Aufgaben zu suchen, die ihm Freude machten und mit seiner Behinderung vereinbar waren. So wurde er unter anderem Co-Trainer bei seinem ehemaligen Verein, den Leipziger Uni-Riesen und belegte ein Fernstudium in Psychologie, außerdem hielt er den Kontakt zu Freunden und seiner Familie und besuchte weiterhin Konzerte.

### Tod
Der ehemalige Profisportler konnte und wollte sich auf Dauer nicht damit abfinden, sich in seinem vom Hals abwärts gefühllosen Körper gefangen zu fühlen. Daher entschied er sich, zweieinhalb Jahre nach seinem Unfall, Sterbehilfe in Anspruch zu nehmen und ließ die Phase der Entscheidung und deren Umsetzung durch das ZDF begleiten. Für die Dokumentation 37 Grad Sterbehilfe: "Der Tod – Die beste Entscheidung meines Lebens" von Tina Soliman und Torsten Lapp wurden auch seine Mutter, der jüngere Bruder, die Freundin und ehemalige Freunde von Noah Berge interviewt. Das Ende selbst bestimmen zu dürfen, habe ihm ein Gefühl von Kontrolle und Freiheit zurückgegeben, sagte Berge, dem es schwer fiel, rund um die Uhr auf Hilfe angewiesen zu sein. Darüber hinaus erklärte eine Mitarbeiterin des Sterbehilfevereins, unter welchen Umständen ein assistierter Suizid in Deutschland seit 2020 legal ist. Seiner Mutter hatte er seinen Entschluss zu sterben in Anwesenheit seiner Psychologin mitgeteilt, die bestätigte, dass Berges Wunsch zu sterben nicht durch eine Depression bedingt war.
Am 5. Februar 2022 schied Noah Berge aus eigenem Willen aus dem Leben. Das Datum hatte er bewusst gewählt, denn die Fünf war seine Glückszahl und seine Spielernummer bei den Niners. Er hatte Abschied genommen und seine Beerdigung im Vorfeld selbst geplant. Da er jedoch offen über sein Vorhaben gesprochen hatte, verständigte die Ärztin, die im Nachgang den Totenschein ausstellen sollte, die Polizei. Kurz nachdem die Sterbehelferin am geplanten Sterbetag eingetroffen war, kam die Polizei und beschlagnahmte das Medikament. Erst nachdem ein Notarzt gerufen worden war, der bestätigt hatte, dass es keine medizinische, ärztliche Indikation gäbe, den psychisch gesunden Noah Berge in eine psychiatrische Klinik einzuweisen, konnte ein Ersatzmedikament geholt und eingesetzt werden. Der assistierte Suizid erfolgte durch eine tödliche Infusion, die Berge selbst mit einem durch das Kinn betätigten Hebel auslöste. Er hörte dabei einige seiner Lieblingslieder und verstarb am späten Abend des 5. Februars in Anwesenheit seiner Mutter und ihrer beiden Schwestern, nachdem sich auch sein Bruder und seine ehemalige Partnerin von ihm verabschiedet hatten.
Seine Mutter Claudia akzeptierte die Entscheidung ihres Sohnes, sein Leben nicht mehr als lebenswert zu betrachten, und trug sie mit. Dennoch waren nicht alle in seinem direkten Umfeld damit einverstanden, dass er seinem Leben, im Alter von 23 Jahren, aufgrund der Unfallfolgen ein Ende setzen wollte. Ein Teil seiner engsten Angehörigen äußerten sich hierzu selbst in der ZDF-Dokumentation und den Interviews für den Beitrag der Reportageschule.

„Ich glaube nicht, dass es unbedingt einen Gott gibt, glaube aber auf jeden Fall, dass ich nicht weg sein werde. Ich werde alles miterleben, nur nicht mehr physisch anwesend sein. Ich glaube, dass ich einfach meinen Frieden gefunden haben werde.“

Die mediale Anteilnahme war groß und zahlreiche regionale und überregionale Zeitungen und Onlinemedien berichteten über den Fall des ehemaligen Profisportlers. Seine ehemaligen Vereine, die Uniriesen, die Niners und die Titans, würdigten ihren ehemaligen Spieler (und Co-Trainer) mit Nachrufen und Schweigeminuten. Dabei wurde zum Teil offen zugegeben, dass er sich aus freien Stücken für den Tod entschieden hatte.
Noah Yannik Berge wurde auf dem Südfriedhof Leipzig beigesetzt.